# 阙丘增四
阙丘增四（麒麟座19），又名BD-04 1788，HD 52918、SAO 134106、HR 2648，是麒麟座的一颗恒星，视星等为4.99，位于銀經218.01，銀緯0.61，其B1900.0坐标为赤經6h 57m 56.8s，赤緯-4° 0.61′ 39″。